# Yathkyed Lake
Der Yathkyed Lake ist ein 1334 km² großer See in der Region Kivalliq im kanadischen Territorium Nunavut. 

## Lage
Der 140 m hoch gelegene See liegt 220 km westlich der Hudson Bay sowie 185 km südwestlich von Baker Lake. Die Gesamtfläche einschließlich Inseln beträgt 1449 km². Der See hat eine Längsausdehnung in NW-SO-Richtung von 70 km sowie eine maximale Breite von 29 km. Der Kazan River durchfließt den See in nordöstlicher Richtung.

## Geographische Besonderheit
Die größte der Inseln beinhaltet mehrere Seen, deren größter enthält eine Insel, die wiederum einen See enthält, auf dem sich eine etwa 100 m² große Insel befindet.
Angeblich ist dies die weltweit einzige Insel derartiger "Verschachtelungstiefe".